# Coleophora hospitiella
Coleophora hospitiella là một loài bướm đêm thuộc họ Coleophoridae. Nó được tìm thấy ở quần đảo Canaria (Tenerife, La Gomera, Fuerteventura), Bắc Phi (bao gồm Libya và Tunisia), Ả Rập Xê Út, Iran, Afghanistan, Uzbekistan.
Ấu trùng ăn Medicago laciniata.